# 岡山県道474号土橋井倉線
岡山県道474号土橋井倉線（おかやまけんどう474ごう つちはしいくらせん）は、岡山県新見市を通る一般県道である。

## 概要
新見市土橋から新見市井倉に至る。

### 路線データ
- 起点：岡山県新見市土橋（岡山県道78号長屋賀陽線交点）
- 終点：岡山県新見市井倉（国道180号交点）
- 総延長：6.4 km

## 歴史
- 1995年（平成7年）7月1日 - 岡山県告示第426号により認定される。
- 2006年（平成18年）4月1日 - 県道の管理権限を岡山県から新見市へ移譲[1]。

## 地理

### 通過する自治体
- 新見市

### 交差する道路
| 交差する道路           | 交差する場所 | 交差する場所 |
| ---------------------- | ------------ | ------------ |
| 岡山県道78号長屋賀陽線 | 土橋         | 起点         |
| 国道180号              | 井倉         | 終点         |

### 交差する鉄道
- 伯備線

### 沿線
- 高梁川
- JR西日本伯備線廃線跡 - 1980年代初頭の電化・複線化による廃線。現在は自転車歩行者専用道路に転用されている。
- JR西日本伯備線 井倉駅（終点付近）